# Den talende film
Den talende film er en dansk film fra 1923 instrueret af Axel Petersen og Arnold Poulsen. Filmen havde premiere den 12. oktober 1923 i Palads Teatret i København, og var verdens første film med lyd, men ikke den første fulde spillefilm med lyd, der regnes den amerikanske film The jazz singer fra 1927 som den første.
Det blev starten på Petersen & Poulsen Lydsystem, der i 1946 skiftede navn til Fonofilm og i 1947 oprettedes  Ortofon.

## Handling
Axel Breidahl starter med at præsenterer filmens program og optrædende.

### Akt 1

#### Scene 1
Charles Wilken læser et digt af Holger Drachmann.

#### Scene 2
Ayoe Willumsen synger Jeppe Aakjærs sang om "Gylden Sol", og Albert Luther synger visen om Stella til eget luthspil.

#### Scene 3
Jacob Texière læser "Thepotten" af H.C. Andersen.

### Akt 2

#### Scene 1
Robert Storm Petersen og Christian Arhoff med vrøvledialogen "Storm og Stille".

#### Scene 2
Frederik Jensen synger "Gøgleri" (1:33 min) og "Du skal rose din Kone".